# Зумбі
Зумбі (порт. Zumbi; 1655, Уніан-дус-Палмаріс — 20 листопада 1695, Висоза) — вождь негритянської держави Палмаріс, яка існувала на території Бразилії в 1678–1694 роках.

## Біографія
Народився в 1655 році на території сучасного муніципалітету Уніан-дус-Палмаріс. У шість років він був викрадений португальцями і відданий в одну з місіонерських церков священику Антоніу Мелу. Там хлопчик був хрещений під ім'ям Франсіску і став навчатися наук і мов. У 1670 році втік із церкви і повернувся на батьківщину, де приєднався до захисників Палмаріса, прийнявши ім'я Зумбі.
Зумбі швидко став відомим за свою доблесть і хитрість в бою, брав участь у кількох боях з колонізаторами, був поранений. Коли в 1678 році між ворогуючими сторонами було укладено мир, Зумбі, маючи недовіру до португальців, відмовився визнати цю угоду і став новим верховним вождем Палмаріса. Незабаром захисникам Палмаріса на чолі із Зумбі вдалося вигнати колонізаторів з їхньої території.
Будучи вождем, Зумбі організовував виготовлення жителями Палмаріса зброї і військових припасів. Зробив безліч успішних набігів на португальські території, тому за його голову була оголошена велика нагорода. Проте ще більше 15 років набіги Зумбі залишалися безкарними. Тільки в 1694 році, зібравши численну армію, колоніальна влада здійснила блокаду столиці Палмаріса — Макаку — і незабаром захопила її. Більшість жителів Палмаріса загинуло.
Однак Зумбі вдалося сховатися від португальців і протягом майже двох років продовжувати боротьбу. 20 листопада 1695 року він був виданий владі мулатом, узятий в полон і обезголовлений на місці. Голова Зумбі була перевезена в Ресіфі й виставлена на центральній площі на загальний огляд.

## День свідомості темношкірих
У Бразилії день загибелі Зумбі, 20 листопада, відзначається як  День свідомості темношкірих  (порт. Consciência negra), який має особливе значення для бразильців африканського походження, які шанують Зумбі як борця за свободу і незалежність.

## Вшанування пам'яті
На честь Зумбі названий аеропорт (порт. Zumbi dos Palmares International Airport).